# غوستافو بيل
غوستافو بيل (بالإسبانية: Gustavo Bell)‏ هو صحفي ودبلوماسي ومحامي ومؤرخ وسياسي كولومبي، ولد في 1 فبراير 1957 في بارانكيا في كولومبيا. نشط حزبياً في حزب المحافظين الكولومبي. وقد انتخب وزير الدفاع ‏ وانتخب نائب رئيس كولومبيا (7 أغسطس 1998 – 7 أغسطس 2002).